# مساكنة

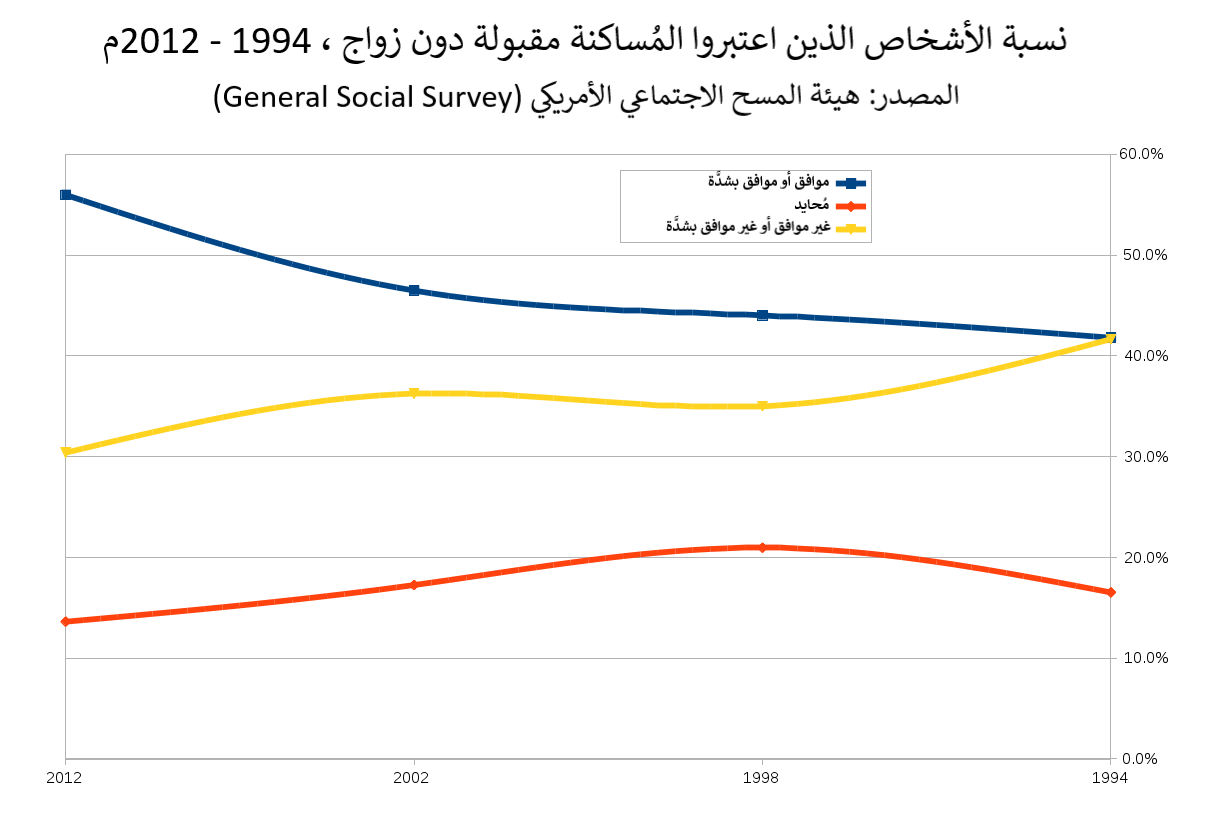
يوضح هذا الرقم التغيرات في المواقف تجاه المعاشرة في الولايات المتحدة

المساكنة  أو الشراكة المنزلية (بالإنجليزية: Cohabitation)‏ اتفاق بين طرفين أو أكثر على أن يشتركوا جميعا في العيش بمحل اقامة واحد، ويتم تحديد الحقوق والواجبات وتوثق عبر القنوات الرسمية الحكومية المعتمدة لدولة ما.
وهو نوع من المعاشرة أو نظام يعيش فيه الأشخاص غير المتزوجين معًا، غالبًا ما ينخرطون في علاقة رومانسية أو جنسية حميمة على أساس طويل الأمد أو دائم، أصبحت مثل هذه الترتيبات شائعة بشكل متزايد في الدول الغربية منذ أواخر القرن العشرين، مدفوعة بتغير وجهات النظر الاجتماعية، خاصة فيما يتعلق بالزواج وأدوار الجنسين والدين.
يمكن أن يتسع مصطلح المساكنة ليشمل أي عدد من الناس يعيشون معًا. يحمل المعنى الأشمل لفعل «يساكن» أن «تتواجد مع آخر». يعود أصل الكلمة بالإنجليزية (Cohabitation) إلى أواسط القرن السادس عشر، من كلمة (cohabitate) التي تعني في اللغة اللاتينية «تجمع»، والمشتقة من كلمتين: (co-) التي تعني «معًا» و(-habitate) التي تعني «يعيش».

## التغيرات الاجتماعية التي أدت لشيوع المساكنة
تُعدّ المساكنة اليوم نمطًا شائعًا بين الناس في العالم الغربي.
كانت البلدان الإسكندنافية في أوروبا أول من بدأ هذا الاتجاه البارز، لكن العديد من البلدان حذت حذوها منذ ذلك الحين.
لطالما كانت بلدان أوروبا المطلة على البحر المتوسط ذات نظام محافظ للغاية تقليديًا، إذ لعب الدين دورًا قويًا في هذه المنطقة. ظلت مستويات المساكنة منخفضة في هذه المنطقة حتى منتصف تسعينيات القرن العشرين، لكنها ارتفعت منذ ذلك الحين. وزادت أعداد عدد الأزواج غير المتزوجين الذين يتعايشون.
ارتفعت أعداد الأشخاص المنخرطين في علاقات دون زواج ويعيشون بالمساكنة في البلدان الغربية خلال العقود الماضية. من الناحية التاريخية، تأثرت بلدان غربية كثيرة بالعقائد المسيحية المتعلقة بالجنس التي تعارض المساكنة دون زواج. مع تغير المعايير الاجتماعية، أصبحت هذه المعتقدات أقل رسوخًا لدى السكان، وأصبحت بعض الطوائف المسيحية اليوم تعتبر المساكنة أمرًا يمهد للزواج. زوَّج البابا فرنسيس زوجين يعيشان معًا بالمساكنة وسبق لهما أن أنجبا أطفالًا، وأبدى أيضًا رئيس أساقفة كانتربيري روان ويليامز ورئيس أساقفة يورك جون سينتامو عن تسامحهم إزاء المساكنة.
أدى ارتفاع معدلات دخول المرأة ضمن القوة العاملة في العقود الأخيرة وانتشار وسائل منع الحمل ممتدة المفعول الفعالة جدًا، إلى اتخاذ النساء خيارات شخصية فردية بشأن الإنجاب مع تقليل الاعتماد على الشركاء الذكور في تحقيقهن للاستقرار المالي. أدت كل هذه التغييرات إلى تفضيل نظم عيش بديلة عن الزواج.
شهدت أوروبا الوسطى والشرقية في أواخر ثمانينيات وأوائل تسعينيات القرن العشرين تغيرات سياسية كبرى، مثل سقوط الحكومات الشيوعية. دخلت هذه المجتمعات عصرًا جديدًا به حرية اجتماعية أكبر، وقواعد أقل تشددًا، وحكومات أقل استبدادية. تفاعلت مع أوروبا الغربية وأصبح بعضها أعضاءً في الاتحاد الأوروبي. نتيجة لذلك، بدأت أنماط الحياة الأسرية تتغير، إذ انخفضت معدلات الزواج، وتأخر سن الزواج. ازدادت المساكنة والولادات للأمهات غير المتزوجات، وكانت الزيادة سريعة جدًا في بعض البلدان.
تشير «الرعاية غير المؤسسية للزواج» إلى ضعف المعايير الاجتماعية والقانونية التي تنظم سلوك الناس فيما يتعلق بالزواج. يشكل ارتفاع معدلات المساكنة جزءًا من تغيرات اجتماعية رئيسية أخرى مثل: ارتفاع معدل الطلاق، وكبر السن عند الزواج الأول والإنجاب، وزيادة عدد المواليد خارج إطار الزواج. أُشير إلى عوامل مثل: العلمنة، وزيادة اشتراك المرأة ضمن القوة العاملة، وتغير معنى الزواج، وتقليص المخاطر، والفردانية، وتغيير الآراء بشأن الجنسانية باعتبارها عوامل تسهم في هذه التغيرات الاجتماعية. هناك أيضًا تغيير في الأخلاقيات الجنسية الحديثة، فأصبحت تركز على رضا الطرفين بدلاً من الزواج كفضيلة (أي إنهاء تجريم ممارسة الجنس دون زواج (الزنا)، وتجريم الاغتصاب الزوجي)، ما أسفر عن مفاهيم جديدة تتعلق بدور التفاعل الجنسي والغرض منه، ومفاهيم جديدة لجنسانية الإناث والحق في تقرير المصير. كانت هناك اعتراضات على التنظيم القانوني والاجتماعي لجنسانية الإناث، يُنظر في كثير من الأحيان إلى هذه اللوائح على أنها انتهاكات لحقوق المرأة. بالإضافة إلى ذلك، قد يشعر بعض الأفراد بأن الزواج غير ضروري أو أنه نظام عفا عليه الزمن، أدى ذلك إلى عدم اهتمام الأزواج بإضفاء الطابع الرسمي على علاقتهم. على سبيل المثال، في عام 2008 أشار ييروبيان فاليوز ستادي «بحث القيم الأوروبية» -وهو برنامج بحثي يدرس بشكل واسع النطاق وعبر عدة دول أفكار المواطنين ومعتقداتهم وأفضلياتهم ومواقفهم وقيمهم وآرائهم في جميع أنحاء أوروبا- إلى أن المشاركين الذين أجابوا بأن «الزواج مؤسسة عفا عليها الزمن» بلغت نسبتهم: 37.5% في لوكسمبورغ، 35.4% في فرنسا، 34.3% في بلجيكا، و31.2% في إسبانيا، و30.5% في النمسا، 29.2% في ألمانيا، و27.7% في سويسرا، و27.2% في بلغاريا، و27% في هولندا، و25% في سلوفينيا.
يعترف الاتحاد الأوروبي أيضًا بحقيقة أن العديد من الأزواج يختارون العيش معًا دون إضفاء الطابع الرسمي على علاقتهم. يمنع توجيه صادر في عام 2004 أعضاء الاتحاد الأوروبي من منع دخول أو إقامة الشريك «الذي تربطه بمواطن الاتحاد علاقة دائمة، مثبتة على النحو الواجب».
أدى انخفاض النسبة بين الجنسين إلى وجود آراء غير تقليدية أكثر تساهلًا بشأن المساكنة. يعني انخفاض النسبة بين الجنسين أن عدد النساء يفوق عدد الرجال بكثير، ما يؤدي إلى اختلاف القيم المجتمعية والسلوكيات المقبولة.

## أسباب المساكنة في الولايات المتحدة
غالبًا ما تُعتبر المساكنة في الولايات المتحدة اليوم خطوة طبيعية في عملية المواعدة. في الواقع، «يشيع الاتجاه للمساكنة كأول اتحاد سكني مشترك للراشدين الأحداث». في عام 1996، قال أكثر من ثلثي المتزوجين في الولايات المتحدة إنهم كانوا يعيشون معًا قبل أن يتزوجوا. «في عام 1994، كان هنالك ثلاثة ملايين وسبعمئة ألف ثنائي مرتبطين ساكنين معًا في الولايات المتحدة». تعد هذه زيادة كبيرة عما كانت عليه قبل بضعة عقود. قالت الدكتورة غالينا رودس إن «العيش معًا خارج إطار الزواج قبل عام 1970 كان أمرًا غير مألوفًا، ولكن في أواخر تسعينيات القرن العشرين كان ما لا يقل عن خمسين بالمئة إلى ستين بالمئة من الثنائيات الذين على علاقة يعيشون معًا قبل الزواج.»
قد يعيش الأشخاص معًا لعدد من الأسباب. من أجل توفير المال، أو بسبب راحتهم في الإقامة برفقة آخرين، أو حاجتهم لإيجاد مسكن. يتجه الأفراد ذوو الدخل المنخفض الذين يعانون عدم الاستقرار المالي لتأخير الزواج أو تجنبه، ليس فقط بسبب صعوبة دفع تكاليف الزواج ولكن أيضًا بسبب الخوف من المشقة المالية إذا انتهى الزواج بالطلاق. السبب الآخر هو التمتع بعلاقة جنسية مع تجنب المسؤوليات والالتزامات.
عندما أُجريت دراسة استقصائية للكشف عن أسباب المساكنة، ذكر معظم الأشخاص المنخرطين في علاقة دون زواج أسبابًا مثل: قضاء المزيد من الوقت معًا، والأسباب الناجمة عن الراحة والتعود، واختبار مدى نجاح علاقتهم، في حين ذكر قليلون أن السبب عدم إيمانهم بفكرة الزواج. تعد تكاليف السكن المرتفعة للغاية والميزانيات الضيقة للاقتصاد اليوم أيضًا عوامل يمكن أن تدفع أي ثنائي إلى تفضيل المساكنة.
حاليًا، ستون بالمئة من كل الزيجات تسبقها فترة مساكنة. يرى الباحثون أن الثنائيات يعيشون معًا كوسيلة لمحاولة تجربة الزواج لاختبار مدى التوافق مع الشريك، دون أن يضطروا لتكبد آثار قانونية إن أرادوا إنهاء العلاقة.

## اعتراضات معاصرة على المساكنة
تشمل الاعتراضات المعاصرة على المساكنة معارضة دينية للزيجات غير الزوجية، والضغط الاجتماعي على الأزواج للزواج، والآثار المحتملة للمعاشرة على نمو الطفل.
أدى الارتفاع في عدد الأزواج والأطفال المولودين خارج إطار الزواج في العالم الغربي إلى جعل التعايش محور تركيز قوي للبحوث الاجتماعية. ارتفاع عدد الأزواج المتساكنين في الولايات المتحدة، من حوالي 450.000 في عام 1960 إلى 7.5 مليون في عام 2011 رافقه بحث أمريكي تم إجراؤه حول تنمية الطفل داخل الأسر المتساكنة. يقول معارضو المساكنة إن الأبوة غير الزوجية هي بيئة غير مناسبة لنمو الطفل. ربطت دراسة واحدة من عام 2002 المهارات الحسابية المنخفضة والجنوح العالي لأطفال الأزواج المتساكنين، ومع ذلك ، فإن الدراسات الحديثة التي تتحكم في عوامل مثل الفقر والمستوى التعليمي للوالدين والعنف في المنزل تظهر أن أطفال الأزواج المتساكنين يشبهون من حيث النمو أقرانهم من المتزوجين المماثلين.

### التأثير على الأطفال
في عام 2001، قارن الباحثون بين الأطفال المراهقين الذين يعيشون في أسرة معيشية (أم عزباء وصديقها الذي لم يكن مرتبطًا بالمراهق) مع أقرانهم في الأسر ذات الوالد الوحيد. وأظهرت النتائج أن المراهقين البيض وذوي الأصول الأسبانية لديهم أداء أقل في المدرسة، وخطر أكبر للتعليق أو الطرد من أقرانهم من الأسر ذات العائل الوحيد، ونفس معدل المشكلات السلوكية والعاطفية.
وجدت دراسة أجريت على المسح الوطني لنمو الأسرة في عامي 1995 و 2002 زيادات في انتشار ومدة المعاشرة غير الزوجية. وجدت الدراسة أن 40٪ من الأطفال في الولايات المتحدة سيعيشون في أسرة متساكنة بحلول سن 12 عامًا ، وأن الأطفال المولودين لأمهات عازبات كانوا أكثر عرضة من أولئك المولودين لأمهات متزوجات للعيش في أسرة متساكنة. ارتفعت النسبة المئوية للنساء اللواتي تتراوح أعمارهن بين 19 و 44 عامًا ممن تعاشرن من 45٪ في عام 1995 إلى 54٪ في عام 2002.
في عام 2002، وجد أن 63٪ من النساء اللاتي تخرجن من المدرسة الثانوية يقضين بعض الوقت في المساكنة، مقارنة بـ 45٪ فقط من النساء الحاصلات على شهادة جامعية لمدة أربع سنوات. غالبًا ما يتزوج الأزواج المتساكنون الذين لديهم أطفال. وجدت إحدى الدراسات أن الأطفال المولودين لأبوين بالمساكنة هم أكثر عرضة بنسبة 90٪ للعيش في أسر مع أبوين متزوجين مقارنة بالأطفال المولودين لأمهات عازبات. من المتوقع أن يتزوج 67 ٪ من الأمهات غير المتزوجات من أصل إسباني، بينما من المتوقع أن يتزوج 40٪ من الأمهات الأمريكيات من أصل أفريقي.

### آراء دينية
وجدت الدراسات أن الانتماء الديني يرتبط بالمساكنة والدخول في الزواج. كثيرًا ما يذكر الناس أسبابًا دينية لمعارضتهم للمساكنة. تعارض الكنيسة الكاثوليكية الرومانية وجميع الطوائف البروتستانتية السائدة تقريبًا في جميع أنحاء العالم المساكنة وتعتبره خطيئة الزنا. ومع ذلك، فإن آخرين، مثل الكنيسة الأنجليكانية، "يرحبون بالأزواج المتساكنين في الكنيسة ويشجعونهم على اعتبار المساكنة مقدمة للزواج المسيحي ."
يمكن أن يؤدي الدين أيضًا إلى ضغوط مجتمعية ضد المساكنة خاصة داخل المجتمعات شديدة التدين. قد يمتنع بعض الأزواج عن المساكنة لأن أحد الزوجين أو كلاهما يخشى إحباط أو تنفير أفراد الأسرة المحافظين. الشباب الذين نشأوا في أسر تعارض المساكنة لديهم معدلات أقل من أقرانهم. ارتبطت الزيادة في المساكنة في الولايات المتحدة والدول المتقدمة الأخرى بعلمنة تلك الدول. لاحظ الباحثون أن التغيرات في التركيبة السكانية الدينية للمجتمع قد رافقت ارتفاع المساكنة.
العلاقات غير الزوجية والمثلية محظورة بموجب الشريعة الإسلامية بإعتباره زنا، والمساكنة مخالفة للقانون في بعض البلدان ذات الأغلبية المسلمة بما في ذلك المملكة العربية السعودية وأفغانستان، إيران، الكويت، جزر المالديف، المغرب، عمان، موريتانيا، السودان ، واليمن.